# Veredinha
Veredinha är en kommun i Brasilien.   Den ligger i delstaten Minas Gerais, i den sydöstra delen av landet, 600 km öster om huvudstaden Brasília. Antalet invånare är 5 533.
Omgivningarna runt Veredinha är huvudsakligen savann. Runt Veredinha är det glesbefolkat, med 15 invånare per kvadratkilometer.